# Вільям Лестер Армстронг
Вільям Лестер «Білл» Армстронг (англ. William Lester «Bill» Armstrong; нар. 16 березня 1937, Фрімонт, Небраска — 5 липня 2016) — американський бізнесмен і політик-республіканець. Він був членом Палати представників США і сенатором від штату Колорадо.

## Біографія
Після навчання у Тулейнському університеті та Міннесотському університеті, він служив у Національній гвардії США з 1957 по 1963 рік. Армстронг працював у банківській галузі, він також тимчасово керував радіостанцією в Орорі.
У 1972 році Армстронг був обраний членом Палати представників Сполучених Штатів до 93-го Конгресу. Він був переобраний до 94-го і 95-го конгресів (3 січня 1973 — 3 січня 1979). У 1978 році Армстронг був обраний до Сенату Сполучених Штатів, перемігши чинного демократа Флойда К. Хаскелла. Він був переобраний у 1984 році і працював з 3 січня 1979 по 3 січня 1991 року. Під час роботи у Сенаті США, Армстронг був головою Комітету республіканської політики (у 99-му і 101-му Конгресах). Армстронг вирішив піти у відставку і не домігся переобрання у 1990 році.
Армстронг був президентом Християнського університету у Колорадо з 2006 до 2016 року.